# Gustave Serrurier-Bovy
Gustave Serrurier-Bovy (1858–1910) byl belgický architekt a návrhář nábytku. Spolu s Paulem Hankarem, Victorem Hortou a Henrym van de Velde je považován za zakladatele secesního stylu v Belgii.
Serrurier-Bovy se narodil v Lutychu. V roce 1884 navštívil Londýn, kde se seznámil s uměleckým hnutím Arts and Crafts movement, jež ho silně ovlivnilo. Kromě nábytku navrhl svou vlastní vilu L'Aube v Lutychu. V roce 1903 spolu s pařížským architektem René Dulongem založil firmu Serrurier et Cie, která vyráběla designový nábytek. Zemřel v Antverpách.